# Universidad de Investigación

La Universidad Johns Hopkins es considerada la primera universidad de investigación en los Estados Unidos

Una universidad de investigación (en inglés: research univeristy) es una universidad comprometida con la investigación como parte central de su misión. Pueden ser públicas o privadas y, a menudo, tienen marcas conocidas. Los cursos de pregrado en muchas universidades de investigación suelen ser académicos en lugar de vocacionales y es posible que no preparen a los estudiantes para carreras particulares, pero muchos empleadores valoran los títulos de universidades de investigación porque enseñan habilidades fundamentales para la vida, tal como el el pensamiento crítico. A nivel mundial, las universidades de investigación son predominantemente universidades públicas, con notables excepciones en Estados Unidos y Japón.
Las instituciones de educación superior que no son universidades de investigación (o no aspiran a esa designación, como por ejemplo las facultades de artes liberales  ponen más énfasis en la instrucción de los estudiantes u otros aspectos de la educación terciaria, y sus miembros de la facultad están bajo menos presión para publicar.

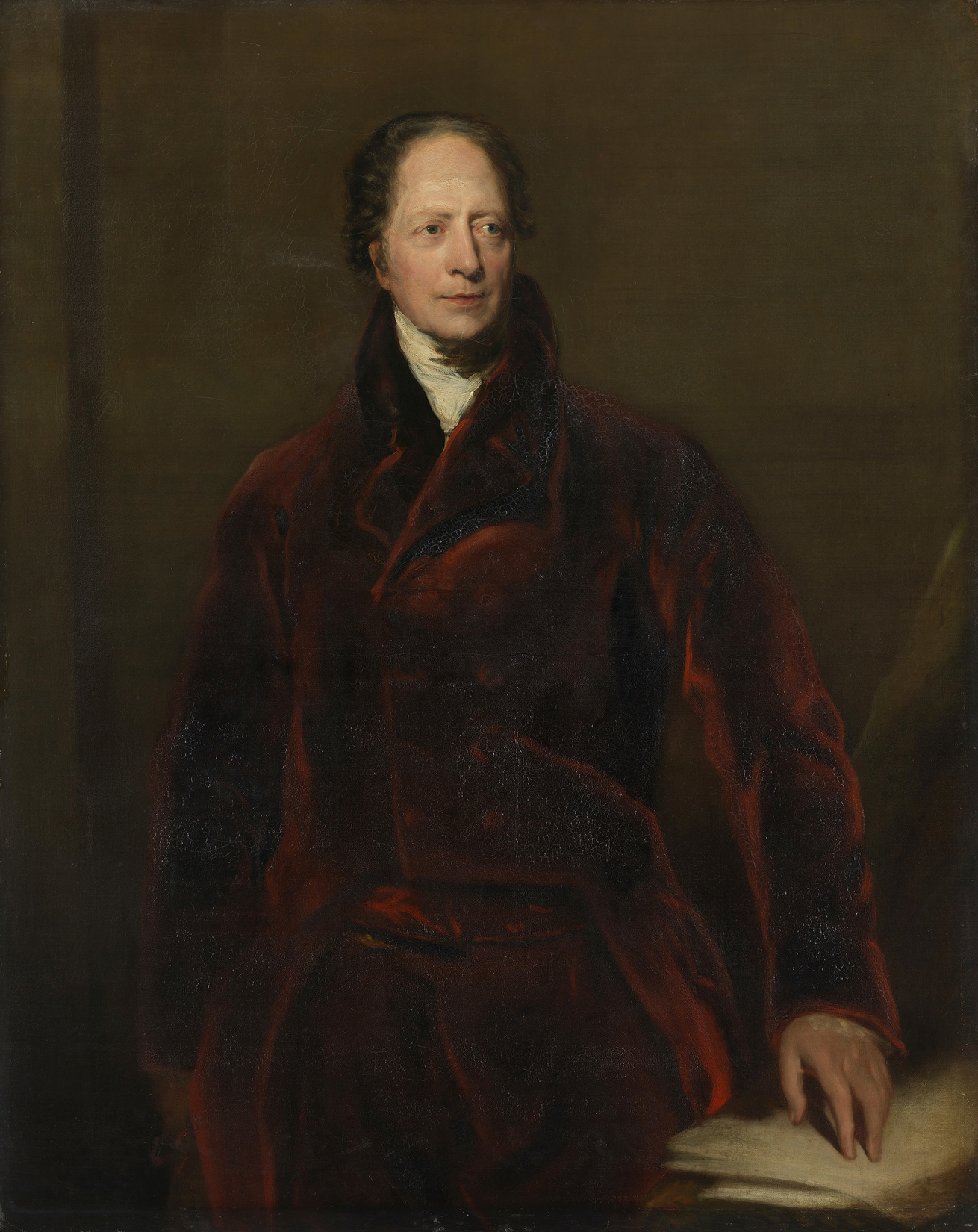
Wilhelm von Humboldt es responsable de inventar el modelo humboldtiano de educación superior.

La enseñanza era el propósito principal de la universidad europea, pero a partir de la Ilustración surgió la idea de que el propósito de la universidad era, además,  explorar, crear o encontrar "nuevos" conocimientos. El concepto de universidad de investigación surgió por primera vez a principios del siglo XIX en Prusia en Alemania, donde Wilhelm von Humboldt defendió su visión de Einheit von Lehre und Forschung (la unidad de docencia e investigación), como medio para producir una educación centrada en las principales áreas del conocimiento (las ciencias naturales, las ciencias sociales y las humanidades) más que en los objetivos anteriores de la educación universitaria, que era desarrollar una comprensión de la verdad, la belleza y la bondad. Roger L. Geiger, un historiador especializado en la historia de la educación superior en los Estados Unidos, ha argumentado que "el modelo para la universidad de investigación estadounidense fue establecido por cinco de los nueve colegios coloniales constituidos antes de la Revolución Americana (Harvard, Columbia, Yale, Princeton y Pensilvania); cinco universidades estatales (Michigan, Wisconsin, Minnesota, Illinois y California); y cinco instituciones privadas concebidas desde sus inicios como universidades de investigación (MIT, Cornell, Johns Hopkins, Stanford y Chicago)". A su vez, las universidades de investigación fueron esenciales para el establecimiento de la hegemonía estadounidense a fines del siglo XX. En particular, Columbia y Harvard fueron fundamentales en el desarrollo de la industria cinematográfica estadounidense (Hollywood), MIT y Stanford fueron líderes en la construcción del complejo militar-industrial estadounidense, y Berkeley y Stanford desempeñaron un papel central en el desarrollo de Silicon Valley.

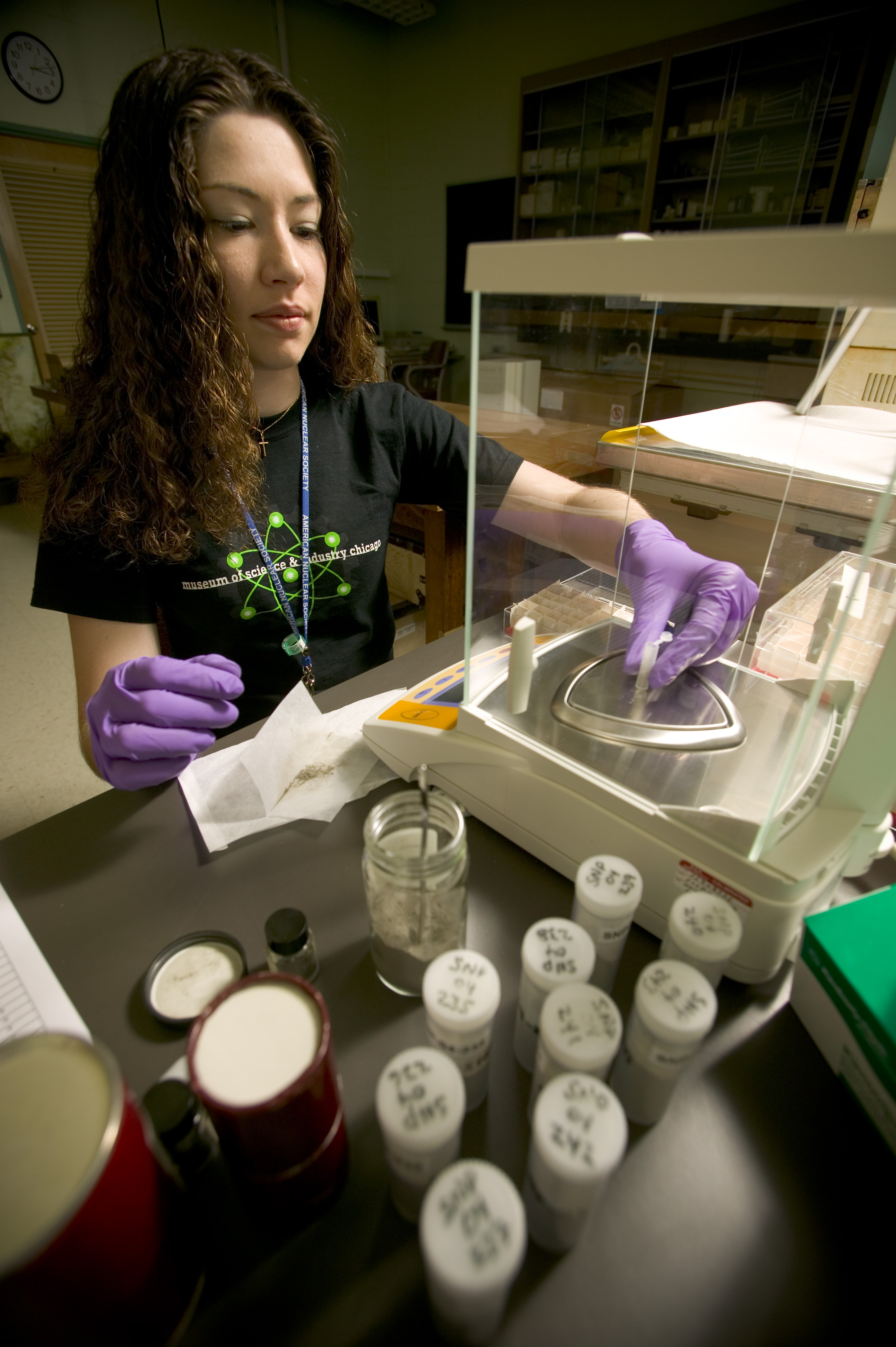
Una mujer que realiza una investigación nuclear en la Universidad de Wisconsin-Madison

Desde la década de 1960, las universidades estadounidenses de investigación, especialmente el principal sistema universitario estadounidense de investigación pública, la Universidad de California, han servido como modelos para las universidades de investigación de todo el mundo. Hoy en día, las universidades de investigación más prestigiosas de América del Norte pertenecen, o aspiran a pertenecer, a la Asociación de Universidades Estadounidenses, un grupo selectivo de 66 universidades de investigación importantes en los Estados Unidos y Canadá. Esto es discutido en distintas partes del mundo. 